# Diecezja Leeds
Diecezja Leeds – diecezja Kościoła rzymskokatolickiego w północnej Anglii, w metropolii Liverpoolu. Powstała w 1840 jako wikariat apostolski dystryktu Yorkshire. W 1850 uzyskała status diecezji pod nazwą diecezja Beverley. W 1878 diecezja znacznie zmieniła granice oraz przyjęła obecną nazwę. W 1980 uzyskała swoje obecne granice. Siedzibą biskupów jest Leeds. 

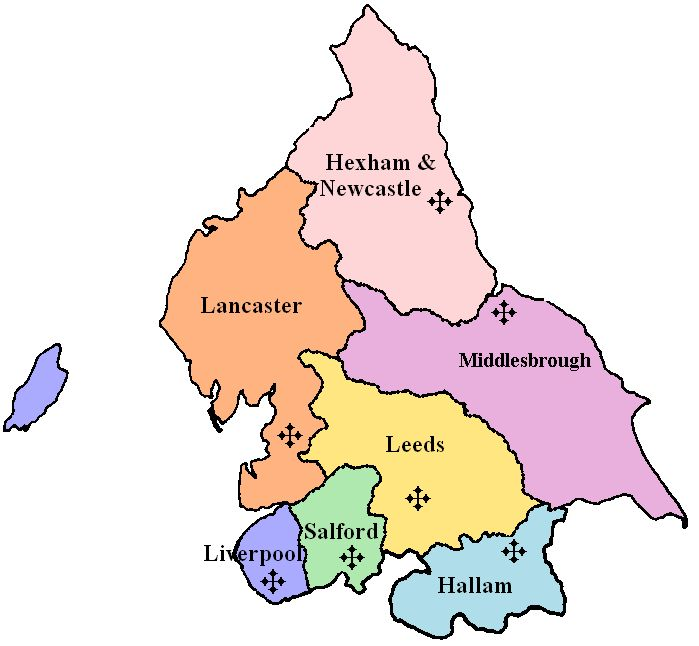
Diecezja na mapie metropolii (zaznaczona na żółto)